# Государственная консерватория Узбекистана

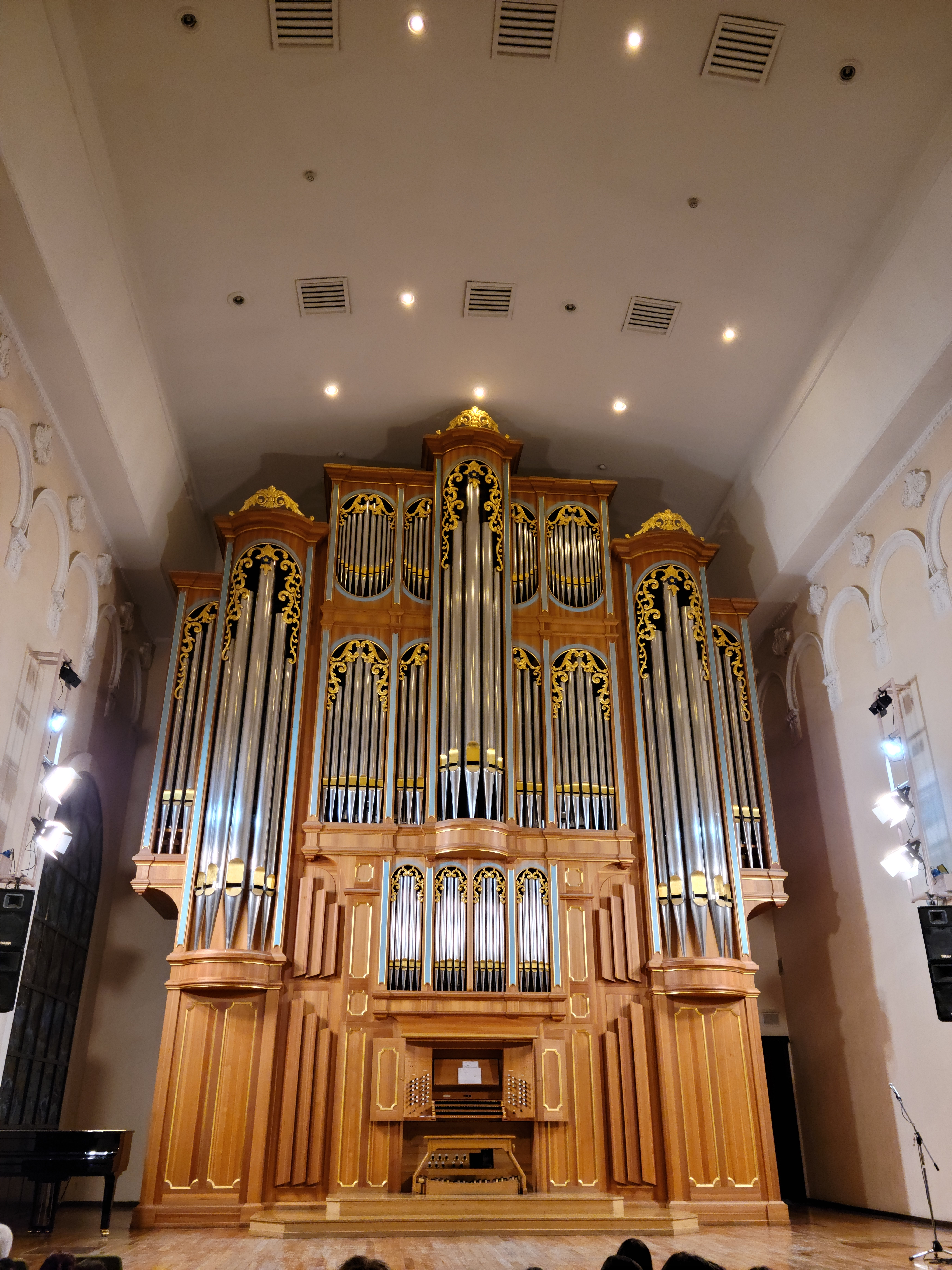
Орган в органном зале Ташкентской государственной консерватории

Государственная консерватория Узбекистана (узб. O'zbekiston davlat konservatoriyasi) — государственное учреждение высшего музыкального образования Республики Узбекистан, старейшая консерватория Центральной Азии. Находится в Ташкенте.

## История
Ташкентская государственная консерватория создана в 1936 году на базе открывшейся в 1934 году Высшей музыкальной школы. В первые годы в нём работали видные педагоги, направленные в Узбекистан из Московской консерватории: Виктор Цуккерман, Лев Данилевич, Юрий Фортунатов. Вторая волна русских музыкальных деятелей пришла в Ташкент во время эвакуации в годы Великой Отечественной войны. Это способствовало становлению вуза и развитию в Узбекистане музыкальной науки.
Консерватория долгое время являлась единственным подобным учреждение в Средней Азии, подготавливая высококвалифицированных специалистов для музыкальных учреждений всего региона. Выпускники консерватории работали в ведущих музыкальных театрах соседних советских республик: Казахстане, Киргизии, Таджикистане, Туркмении. 
Одним из направлений работы консерватории стало изучение музыкального наследия Узбекистана. Национальная традиция стала предметом кафедр истории и теории музыки, а с 1972 года — и специальной кафедры восточной музыки. С 1939 года при консерватории действовала Центральная музыкальная школа-интернат им. В. А. Успенского, в настоящее время преобразованная в Академический лицей одарённых детей.
В 1976 году консерватория получила имя Мухтара Ашрафи, ректора консерватории с 1971 по 1975 годы.
В 2002 году Ташкентская консерватория указом президента Республики Узбекистан была реорганизована в Государственную консерваторию Узбекистана.

### Здание консерватории
Ташкентская консерватория до 1939 года занимала прежнее здание Высшего музыкального училища, а затем переехала в здание балетной школы, построенное по проекту архитекторов В. Брилевича, Н. Голощанова и А. Сидорова. Оно было выполнено в стиле «сталинского ампира». В 1990-е годы по указанию президента Ислама Каримова началось строительство нового здания в национальном стиле, которое разместилось на улице Батыра Закирова. Старое здание было передано музыкальному колледжу имени Хамзы, а затем в 2010 году снесено.

## Структура
В состав Государственной консерватория Узбекистана входит шесть факультетов:
- композиторский, музыковедческий и фортепианный;
- оркестровых инструментов;
- восточной музыки;
- академического пения и хорового дирижирования;
- эстрадного искусства;
- повышения квалификации.

Ректором консерватории с 2020 года является Камолиддин Уринбаев.
При Государственной консерватории Узбекистана 4 раза в год издается научно-методический журнал «MUSIQA» и онлайн версия Eurasian music science journal, публикуется 2 раза в год.

## Персоналии
В консерватории работали многие музыканты Узбекистана.

### Композиторы
- Ашрафи, Мухтар Ашрафович
- Козловский, Алексей Фёдорович
- Мушель, Георгий Александрович
- Гиенко, Борис Фёдорович
- Рахимов, Хамид Рахимович
- Янов-Яновский, Феликс Маркович

### Исполнители
- Алиматов, Тургун — народные инструменты
- Керер, Рудольф Рихардович — фортепиано
- Одилов, Ахмад — народные инструменты
- Пулатов, Василий Фёдорович — труба
- Рейсон, Михаил Борисович — скрипка
- Яблоновский, Николай Михайлович — фортепиано

### Вокалисты
- Кабулова, Саодат — лирико-колоратурное сопрано
- Мухитдинов, Куркмас Кочкарович — бас
- Хашимов, Насим Хашимович — баритон
- Раззакова, Муяссар Кодировна — лирико-колоратурное сопрано[9]

### Музыковеды
- Акбаров, Икрам Ильхамович
- Закиров, Нурилла Абдуллаевич
- Раджабов, Исхак Ризкиевич

### Ректоры
- Мухтар Ашрафи (1947—1962)
- Хамид Рахимов (1962—1971)
- Мамаджон Рахмонов (1977—1981)
- Захид  Хакназаров (1981—1984)
- Камиль Кенжаев (1984—1987)
- Офелия Юсупова (1987—1997)
- Равшан Юнусов (1997—2002)
- Бахром Курбанов (2002—2005)
- Дилора Мурадова (2005—2013)
- Оксилхон Ибрагимов (2013—2014)
- Бахтиёр Якубов (2015—2017)
- Бахтиёр Сайфуллаев (2017—2020)
- Камолиддин Уринбаев (с 2020)